# Örmény-magyar irodalmi kapcsolatok
Örmény-magyar irodalmi kapcsolatok – Az erdélyi magyar-örmény irodalom indulása, kibontakozása és a szellemi életbe való bekapcsolódása a 19. század második feléig nyúlik vissza. Az örménység egy csoportja hosszú vándorlás után 1672-ben telepedett le Erdélyben, elsősorban Gyergyószentmiklóson, Besztercén, Görgényszentimrén, Ebesfalván (a későbbi Erzsébetvárosban). Szamosújváron eleinte kevesen voltak, a körülmények alakulásával azonban rövidesen itt épült fel az "örményváros": Armenopolis. A 19. század második felében még egy utolsó örmény menekült-raj érkezett a hatalmas véráldozatot követelő pogromok elől Moldvába, majd onnan Erdélybe. Ez a népcsoport a korábbi erdélyi örmény közösségekben lelt otthonra.

## Az erdélyi örmények kulturális élete 1918 előtt
Az erdélyi örmények fokozatosan bekapcsolódva Erdély gazdasági és társadalmi életébe, idővel nagy részben elmagyarosodtak, s e folyamattal együtt fejlődött ki egy örmény tárgykörű magyar irodalom is.
Az erdélyi örménység kérdéseivel tudományosan első ízben Szongott Kristóf (1843-1907) foglalkozott. Mint a magyar armenológia megteremtője és művelője, 1887-ben Govrik Gergely szamosújvári örmény-katolikus főpappal együtt megalapította, húsz éven át kiadta, szerkesztette és nagy részben írta az Armenia c. magyar-örmény havi szemlét. A folyóirat munkatársai közül kiemelkedik Markovics Jakab marosvásárhelyi múzeumigazgató, aki az örmény őstörténet legendáit és munkáit dolgozta fel. Molnár Antal (1847-1902) szamosújvári levéltáros nemcsak elsőként ismertette Arménia ősének, Urartunak a történetét, hanem az olvasók elé tárta az "örmény kérdés" törökországi és nemzetközi vonatkozásait is, s megírta Szamosújvár monográfiáját (kézirata a városi levéltárban). Govrik Gergely a pogány ősvallás mítoszaiba avatta be az olvasót, s megörökítette az Erdélyben akkor még létezett örmény nyelvű feliratokat is. Bányai Elemér (Zuboly, 1875-1915) és Temesváry János történész forrásfeldolgozásaival és művelődéstörténeti írásaival tűnt ki. Ávedik Lukács erzsébetvárosi iskolaigazgató, majd örmény-katolikus plébános és főesperes saját városáról és a világban szétszórt örmény településekről számolt be. Herrmann Antal néprajzprofesszor tárgyi néprajzi cikkeivel hívta fel magára a figyelmet. Merza Gyula (1861-1943) az erdélyi örmények folklórját tárta fel, s az önálló örmény nemzeti egyházat ismertette. Törös Tivadar levéltáros az 1848-49-es szabadságharc örmény résztvevőiről számolt be.
Teret kapott a folyóiratban a szépirodalom is. Esztegár László szamosújvári könyvtáros az örmény költészetről cikkezett, Szongott Kristóf Petőfi-verseket fordított örményre s örmény elbeszéléseket magyarra. Simay Gergely és Simay János irodalomtörténeti cikkek és örmény versek fordításával gazdagította a lapot. Patrubány Lukács egyetemi magántanár örmény nyelvtudományi értekezései mellett örmény nyelven verseket is költött.
Szongott Kristóf kezdeményezésére megszületett Szamosújvárott az Örmény Múzeum. Kapatán Márton örmény katolikus plébános és egy időben az Örmény Múzeum igazgatója örmény történelmi és etnográfiai cikkeivel szerepelt az Armenia hasábjain, s Aki templomot ad, Istennek ad (Szamosújvár, 1930) c. munkájában közölte az erdélyi örmény-katolikusok névsorát.
A másik neves örmény település, Erzsébetváros armenológusának, Ávedik Lukácsnak munkái közül kiemelkedik Az örmény tudományos akadémia (Segesvár, 1894) és Az örmény kereszténység eredete (Erzsébetváros, 1904) c. mű. Örmény tárgyú kötetekkel jelentkezett a magyar gyorsírói szakértő, tanügyi és jogi szakíró Gopcsa László (1865-1933) is: Örmény közmondások (Kolozsvár, 1888) és Örmény regék (Budapest, 1911). Ide sorolható az Ellenzék, Kolozsvári Hírlap, Vasárnapi Újság munkatársának, Bányai Elemérnek háromkötetes Örmény anekdoták (Szamosújvár, 1892) c. gyűjteménye is.

## Az erdélyi örmények kulturális élete 1918 óta
A főhatalom változása után Romániában folytatódik az armenológia magyar művelése Alexa Ferenc (1890-1957) ezer szóból álló magyar-örmény szótárával (Erzsébetváros, 1922). Az örménykutatásnak a századforduló körüli években történt felvirágzása után az 1930-as években is volt néhány próbálkozás, amelynek két jelentős műve a Magyarországon kiadásra talált Arménia népe (Gödöllő, 1934) Hovhanneszian Eghia, valamint Az örmény kérdés a magyar közvéleményben (Budapest, 1942) Korbuly Domokos tollából.
Szamosújváron Gabányi János gazdagította a magyar-örmény irodalmat néprajzi dolgozataival s a helybeli gimnázium 1942-43-as évkönyvében Szongott Kristófról írt monográfiájával. Gyergyószentmiklóson Tarisznyás Márton, a Gyergyói Tájmúzeum megszervezője és vezetője három évtizeden át folytatott kutatásainak eredményét többkötetes kiadásra készítette elő. Ebből csak az első kötet jelent meg Gyergyó történeti néprajza (1982) c. alatt, részletesen elemezve a tájbeli örmények múltját helybeli dokumentumok alapján. Halála (1996. jún. 20.) után munkáját Garda Dezső tanár folytatja, bemutatva az örmény betelepülők életét is Gyergyó a történelmi idő vonzásában (Székelyudvarhely, 1992) c. munkájában.
Egyedülálló családtörténeti vállalkozás a Csíkszeredából Bécsbe kikerült Száva Tibor-Sándor könyve, A csíkszépvízi Száva család, amelyben a szerző az 1672-ben Erdélybe betelepült őstől napjainkig, kilenc nemzedéken át kíséri végig Ohánnesz (Bábu) Sahagián leszármazottainak életútját.
1991-ben megalakult Kolozsvárt az Armenia Örménymagyar Baráti Társaság Keresztes Zoltán elnökletével. 1992 szeptembere óta megjelenik a társaság időszaki szemléje, az Arménia, s felújítva a Szongott-féle lapalapítás hagyományait, vállalja az erdélyi magyar örménység tudatának ébrentartását és ápolását.